# Amelia Ochandiano
Amelia Ochandiano una es directora de teatro, actriz y productora española. 

## Trayectoria
Nace en Madrid. Se formó junto a profesionales como Antonio Llopis, Luis Olmos, Carmen Roche o Inés Rivadeneira. Sus comienzos se encuentran en la danza y en la interpretación tanto en teatro como, esporádicamente, en cine. En este medio intervino, entre otros, en títulos como Hola, ¿estás sola? (1995), Más que amor, frenesí (1999), Entre las piernas (1999) o Los años bárbaros. En teatro trabaja como actriz, directora de escena y productora. Sus espectáculos han cosechado números premios. 
Como directora de escena, se estrena con La gaviota (2002), de Chéjov.

## Obras dirigidas
- La Gran Vía (Teatro Solís de Montevideo)
- La Dolores (Teatro de la Zarzuela) Premio Talía al mejor espectáculo de Lírica 2023
- La Bella Dorotea (Teatro Español)
- El olor de la música- Homenaje a Teresa Berganza- (Festival Internacional de Panticosa Tocando el Cielo)
- Agua, Azucarillos y Aguardiente. Federico Chueca/Nando López. (Teatro de la Zarzuela)
- La Revoltosa. Ruperto Chapí (Teatro Solís Montevideo)
- Una gata sobre un tejado de zinc caliente. Tennessee Williams
- La historia del soldado (2015), de Igor Stravinski.
- El lenguaje de tus ojos o El Príncipe Travestido, (2014) de Marivaux.
- Lúcido (2012) de Rafael Spregelburd.
- Casa de muñecas (2010) de Henrik Ibsen.
- Mi mapa de Madrid, (2009-2011) de Margarita Sánchez.
- La del Soto del Parral (2015 y 2010). Teatro de la Zarzuela de Madrid
- El caso de la mujer asesinadita (2009), de Miguel Mihura y Álvaro de Laiglesia.
- Las bribonas y La Revoltosa (2007). Teatro de la Zarzuela de Madrid.
- La casa de Bernarda Alba (2006), de Federico García Lorca.
- Los días felices (2005) de Samuel Beckett.
- La gaviota (2002), de Anton Chéjov.
- Escena para cuatro personajes de Eugène Ionesco.
- Los títeres de Cachiporra, de Federico García Lorca.
- El caso de las petunias pisoteadas, de Tennessee Williams.

Otras obras como productora:
- Las bicicletas son para el verano, de Fernando Fernán Gómez.
- El verdugo, de Luis García Berlanga y Rafael Azcona.
- El enfermo imaginario de Molière.
- La zapatera prodigiosa de Federico García Lorca.
- Escorial de Michel de Ghelderode.

Obras como actriz:
- La historia del soldado de Igor Stravinsky.
- Por un sí o por un no de Nathalie Sarraute.
- Delirio a dúo de Ionesco.
- La boda de los pequeños burgueses de Bertolt Brecht.
- La extraña tarde del Doctor Burke de Ladislav Smoček.
- El oso y la petición de mano de Anton Chéjov.